# Nephochaetopteryx
Nephochaetopteryx är ett släkte av tvåvingar. Nephochaetopteryx ingår i familjen köttflugor.

## Dottertaxa tillNephochaetopteryx, i alfabetisk ordning[1]
- Nephochaetopteryx affinis
- Nephochaetopteryx angustifrons
- Nephochaetopteryx aurescens
- Nephochaetopteryx biculcita
- Nephochaetopteryx calida
- Nephochaetopteryx coxalis
- Nephochaetopteryx cyaneiventris
- Nephochaetopteryx distincta
- Nephochaetopteryx elegans
- Nephochaetopteryx flavipalpis
- Nephochaetopteryx fuscipennis
- Nephochaetopteryx juquiana
- Nephochaetopteryx limpidipennis
- Nephochaetopteryx linharensis
- Nephochaetopteryx lopesi
- Nephochaetopteryx marianae
- Nephochaetopteryx maxima
- Nephochaetopteryx molinai
- Nephochaetopteryx orbitalis
- Nephochaetopteryx pacatubensis
- Nephochaetopteryx pallidifacies
- Nephochaetopteryx pallidiventris
- Nephochaetopteryx panamensis
- Nephochaetopteryx paraensis
- Nephochaetopteryx rettenmeyeri
- Nephochaetopteryx shannoni
- Nephochaetopteryx spinosa
- Nephochaetopteryx subaurata
- Nephochaetopteryx travassosi
- Nephochaetopteryx utinguensis